# Col de Bancillon
Le col de Bancillon, connu avant novembre 2013 sous le nom de col du Chevalard, est un col semi-routier du Massif central. Il est situé entre les communes de Blanzat et Clermont-Ferrand. Il est connu pour tenir un rôle important pour le chef-lieu du Puy-de-Dôme.

## Géographie

### Situation
Le col est situé sur le puy de Chanturgue près du puy de Var.
Il est situé non loin de l'oppidum des Côtes de Clermont que l'on a pu supposer être un lieu important de la victoire de Vercingétorix sur César : des hypothèses indiquent que la bataille de Gergovie s'y serait déroulée.
Le col du Chevalard est aussi situé à proximité de la tour hertzienne de France Télécom, que l'on repère de loin en arrivant à Clermont. Il se trouve aussi au croisement de plusieurs chemins de randonnée.

### Géologie
Géologiquement, le bloc Chanturgue est constitué de pépérite apparue au Miocène. Le bloc est donc un appareil du volcanisme de Limagne. Lors de la montée au col, on peut effectivement observer un affleurement pépéritique sur le parking du puy de Var. On peut aussi voir un affleurement calcaire, tel qu'on en trouve beaucoup sur les Côtes de Clermont.

## Histoire
Le col a été pendant longtemps l’unique lieu de passage entre Clermont-Ferrand et Blanzat. Il a été aussi un lieu de repli pour les Clermontois. Enfin les prés qui le couvrent permettaient de nourrir la ville. Désormais, le projet de mise en valeur de l’ensemble de Chanturgue met le puy comme poumon vert de Clermont, avec par exemple la remise en état et le balisage de nombreux chemins de randonnée, balisage qui devrait s'intensifier après la plainte des riverains. En cause, deux décès survenus le 24 octobre 2012 et le 27 septembre 2013 à la suite de l'arrivée tardive des secours en raison justement d'un mauvais balisage.
Clermont Auvergne Métropole et les villes se situant aux alentours du col se sont lancées dans un projet, à l'automne 2010, destiné à interdire l'accès des voitures au sommet.
Sur son versant sud, à seulement 60 mètres du sommet, existe la ferme Bancillon, dépendante de la commune de Blanzat. Sur son versant nord-est se trouve — bien plus éloignée — la ferme du Chevalard, située également sur la commune de Blanzat, où les promeneurs peuvent se procurer de nombreux produits fermiers. Malgré la proximité plus importante de la première, c'est la seconde qui a longtemps prévalu en donnant son nom au col tant d'un point de vue oral qu'écrit (cartographie et ouvrages littéraires). D'un point de vue toponymique en revanche, ni l'un, ni l'autre n'a la primauté. En effet, les deux terroirs sont présents dans un même acte de vente de 1287 — le plus ancien manuscrit pour les deux dans l'état actuel des recherches archivistiques — sous les graphies Chatvalard et Banssilho.

## Cyclisme
Le sommet se situe au Bancillon à 549 m d’altitude. L’ascension est la plus pentue du Massif central. Le col est court mais très pentu. La pente y est très difficile. Seul le sommet permet de remettre de la denture. Le vent y est souvent de face.

### Ascensionno1
- Accès par le quartier de Croix-de-Neyrat
- Départ de Champratel
- Distance : 2,2 km à 9,5 %, ascension depuis la rue du cheval 1,95 km à 11,2 %
- Pente maximale : 27 % dans la première épingle à cheveux. Un long passage entre 16 % et 24 %

La difficulté de la pente est augmentée par l’état de la route qui est dégradée par le passage des tracteurs.

### Ascensionno2
- Accès par le rue Montloisier
- Départ du lycée Sidoine Apolinaire
- Distance : 4 km à 5 % ; ascension depuis Trémonteix 2,65 km à 6,30 %
- Pente maximale : 14 % dans la rue de Blanzat

Versant le plus facile qui est presque totalement urbain, il permet de découvrir Clermont. La difficulté serait peut-être que l’ascension suit le tracé de la ville de Clermont en montagnes russes.

### Ascensionno3
- Accès par la RD 2
- Départ du stade municipal de Blanzat
- Distance : 2,2 km à 8 %, ascension depuis le stade 1,80 km à 9 %
- Pente maximale : 16 % après la ferme du Chevalard

Le versant présente une pente sévère sur une route en partie non revêtue. La route est goudronnée jusqu’à la ferme ensuite la route est en terre battue. Au sommet apparaît une large vue sur la Limagne. Par beau temps on peut voir le Forez et le Cézallier.